# Kadri Aytaç
Kadri Aytaç (* 6. August 1931 in Istanbul; † 28. März 2003 ebenda) war ein türkischer Fußballspieler, -trainer und -funktionär. Obwohl er auch für den Erzrivalen Fenerbahçe Istanbul aktiv war, wird er durch seine Tätigkeit für Galatasaray Istanbul vorwiegend mit diesem Verein assoziiert. Auf Fan- und Vereinsseiten wird er als einer der bedeutendsten Spieler der Klubgeschichte bezeichnet. Er war ein wichtiger Bestandteil jener Mannschaft, die mit Spielern wie Metin Oktay, Suat Mamat, İsfendiyar Açıksöz, Ali Beratlıgil und Turgay Şeren den türkischen Fußball der 1950er und 1960er Jahre stark beeinflusste. Durch seinen Wechsel von Galatasaray zum Stadtrivalen Karagümrük SK wurde er auch Hauptakteur des ersten großen Transfercoups im türkischen Fußball. An diesen Wechsel wird bei großen Transfers im türkischen Fußball heute noch gerne erinnert. Mit der Türkischen Nationalmannschaft nahm er an der Weltmeisterschaft 1954 teil. Nach seiner Karriere als Spieler begann er eine erfolgreiche Trainerkarriere und erreichte in dieser Funktion mehrere Rekorde im türkischen Fußball.

## Spielerkarriere

### Kindheit und Jugend
Kadri Aytaç kam 1931 im Istanbuler Viertel Kasımpaşa (Stadtteil Beyoğlu) auf die Welt und wuchs hier in bescheidenen Verhältnissen auf. Sein Vater war ein Schneider, der sich auf das Herstellen von Bettwaren für die nähere Umgebung spezialisiert hatte, seine Mutter eine Hausfrau. Um ihren Kindern eine bessere Zukunft zu ermöglichen, waren die Eltern aus der Schwarzmeerregion der Türkei nach Istanbul umgezogen, wo sie sich im Stadtteil Kasımpaşa niederließen. Die Bevölkerung des damaligen Kasımpaşa setzte sich aus einer Vielzahl verschiedener Gruppen zusammen: Einerseits war da die alteingesessene christliche Minderheit, bestehend aus den Istanbuler Griechen und Armeniern, und andererseits gab es alteingesessene türkische Istanbuler. Darüber hinaus machten, neben den Roma, die aus unterschiedlichen Gebieten Anatoliens eingewanderten Menschen das Bezirksbild aus. Jene beiden Gruppen gehörten zur sozialen Unterschicht und lebten am Rande des Existenzminimums. Aytaçs Familie gehörte zur letztgenannten Gruppe. In diesem Umfeld erlernte Aytaç das Fußballspielen auf der Straße. Hier spielte er mit seinen Freunden auf einer ungenutzten Fläche gegenüber der berühmten Elhamra Pasajı (deutsch: Alhambra-Passage), die sie zu einem provisorischen Bolzplatz aufgebaut hatten, regelmäßig als Kiezmannschaft Fußball. Weitere oft besuchte Orte seiner Jugend waren die Aynalıçeşme (deutsch: Spiegelbrunnen) und die İtalyan Yokuşu (deutsch: Der italienische Hang). Einige seiner Freunde sollten später zu bekannten Persönlichkeiten der Türkei werden, etwa Gazanfer Özcan (Theater- und Filmschauspieler), Orhan Günşiray (Filmschauspieler), Feridun Karakaya, auch als Cilalı İbo bekannt (Komiker und Filmschauspieler), Fikret Hakan (Filmschauspieler) und Adnan Şenses (Musiker und Schauspieler). Während seine Freunde allmählich das Interesse am Fußball verloren, vertiefte sich Aytaç immer mehr in dieses Hobby. Obwohl sein Vater ihm das Fußballspielen untersagt hatte und ihn deswegen auch mehrfach verprügelte, ließ er vom Fußball nicht ab. Er nähte sich sogar aus den Arbeitsmaterialien seines Vaters eigene Fußbälle. Nachdem in dem Teehaus, das sein Vater oft besuchte, Aytaçs Fußballtalent mehrfach gelobt worden war, erlangten Aytaçs Bestrebungen auch das Wohlwollen seines Vaters.

### Verein

#### Beyoğluspor
Ermutigt durch diese familiäre Unterstützung, versuchte er sich fußballerisch weiterzuentwickeln. Zu dieser Zeit hatte sein Heimatbezirk zwei große Fußballvereine vorzuweisen: Kasımpaşa Istanbul und Beyoğluspor. Letzterer war zu dieser Zeit populärer und vertrat eher jenen Teil des Bezirkes, in dem Aytaç aufwuchs. Beyoğluspor, früher auch unter dem Namen Pera SK bekannt, war eigentlich die Mannschaft der Istanbuler Griechen. Dennoch repräsentierte der Verein den gesamten Bezirk. So umfasste der Mannschaftskader neben den überwiegend griechischstämmigen Spielern auch immer einige türkische Spieler. Gleiches galt auch für die Anhängerschaft.
Im Rahmen von Feierlichkeiten zum Osterfest organisierten die christlichen Bevölkerungsgruppen ein Fußballturnier, an dem auch einige Verantwortliche und Spieler von Beyoğluspor teilnahmen. Aytaç sah hier eine Chance, auf sich aufmerksam zu machen. Als Jugendlicher ging er in voller Fußballermontur bereits Stunden vor Turnierbeginn zum Austragungsort. Während einer Begegnung näherte er sich dem Trainerstab der griechischen Mannschaft und gab hörbar abfällige und vorlaute Bemerkungen, wie „Soll man mit diesen Spielern etwa das Spiel gewinnen…“, über die Leistung der Mannschaft ab. Von seinen Bemerkungen genervt, ließ der Trainer Aytaç einwechseln. Prompt gelang es dem jungen Aytaç, durch ansehnliche Spielzüge alle Anwesenden von seinem Talent zu überzeugen. Nach diesem Auftritt sprach sich das Talent von Aytaç auch innerhalb der Fußballgemeinschaft des Viertels herum. So machte Beyoğluspor das erste Angebot und engagierte das damals achtzehnjährige Talent für eine Summe von 1000 Türkischen Lira. Aytaç spielte zunächst eine kurze Zeit für die Jugendmannschaft Beyoğluspors. Für ein Freundschaftsspiel gegen Fenerbahçe Istanbul wurde er in den Kader der Profis aufgenommen und spielte bei dieser Begegnung von Beginn an. Dabei gelang ihm gegen den damals unumstritten besten türkischen Torhüter Cihat Arman ein ansehnlicher Treffer aus der Distanz, wobei Aytaç einen Fehler von Arman ausnützte. Diese Vorstellung machte das junge Talent noch bekannter und sorgte dafür, dass er im Profikader blieb. Beyoğluspor spielte damals in der İstanbul İkinci Küme (dt.: Zweite Istanbuler Liga), in der sich u. a. auch Vereine wie Eyüpspor, Adalet Istanbul, İstanbulspor, Kasımpaşa Istanbul, Topkapı Istanbul, Rami SK und Taksim SK befanden. Aytaç wurde zu einem der Shootingstars der Liga. So wurden die drei großen Vereine Fenerbahçe Istanbul, Beşiktaş Istanbul und Galatasaray Istanbul auf Aytaç aufmerksam und versuchten ihn zu verpflichten.
Zur Saison 1952/53 stieg Beyoğluspor in die damals prestigeträchtigste Liga der Türkei, in die İstanbul Profesyonel Ligi (dt.: Istanbuler Profiliga) auf und spielte fortan gegen Fenerbahçe, Beşiktaş und Galatasaray. Auch in dieser Liga war Aytaç mit acht Toren in 18 Spielen einer der auffälligsten Spieler.

#### Galatasaray Istanbul
Im Sommer 1953 reagierte zunächst Beşiktaş durch den damaligen Trainer und Manager Sadri Usuoğlu am schnellsten und einigte sich mit Spieler und Klub. Der Wechsel zu Beşiktaş wurde dadurch begünstigt, dass Beyoğluspor sein Training im Şeref Stadium absolvierte, welches sich damals im Besitz von Beşiktaş befand. Aytaç nahm mit Beşiktaş am Saisonvorbereitungscamp in der Provinz Adana teil und kam bei Vorbereitungsspielen gegen Milli Mensucat SK und eine Auswahlmannschaft Adanas zum Einsatz. Als die Mannschaft nach Istanbul zurückkehrte, wurden die Spieler für ein paar Tage beurlaubt.
Über die Ankunft Aytaçs informiert, setzte sich die damalige Spielerlegende von Galatasaray Istanbul, Gündüz Kılıç (auch als Baba Gündüz bekannt), mit Aytaç in Verbindung. Kılıç hatte gerade seine aktive Laufbahn beendet und als Co-Trainer von Galatasaray zu arbeiten begonnen. Ihm gelang es, Aytaç bei einem Su Muhallebisi, einer Art türkischer Pudding, davon zu überzeugen, dass es für seine Karriere besser wäre, für die Rot-Gelben zu spielen. Da damals im türkischen Fußball keine Verträge unterschrieben wurden, konnte Aytaç problemlos zu Galatasaray gehen. Er willigte ein, für die Summe von 1500 Lira für Galatasaray zu spielen. Vom damaligen ungarischen Trainer László Székely von Galatasaray wurde er gleich am ersten Spieltag der Saison in der Stammelf eingesetzt und wusste zu überzeugen. Am dritten Spieltag, am 30. Oktober 1953, erzielte er beim 6:0-Sieg seiner Mannschaft gegen Emniyet SK sein erstes Ligator für seinen neuen Verein. Bis zum Jahresende absolvierte er alle Spiele seiner Mannschaft, erzielte dabei fünf Tore und avancierte zu einem der Stars der Liga.
Der damalige Trainer der türkischen Nationalmannschaft, der Italiener Sandro Puppo, wurde daraufhin auf den Youngster aufmerksam und nominierte ihn für die Mittelmeerpokal-Begegnung gegen die zweite Auswahl der italienischen Nationalmannschaft, damals auch als Italien B bekannt, am 11. Dezember 1953. In dieser Begegnung gab Aytaç, der von Beginn an spielte, sein Länderspieldebüt.
Sein Vereinstrainer Székely verließ nach dem 10. Spieltag den Klub und wurde durch den bisherigen Co-Trainer Gündüz Kılıç ersetzt. Mit diesem Trainer erreichte Galatasaray zum Saisonende hinter Beşiktaş den Vizemeistertitel, woran Aytaç mit seinen elf Treffern in 16 Ligaspielen als treffsicherster Spieler seines Teams maßgeblichen Anteil hatte. In der Torschützenliste der Saison wurde er als noch junger und zuvor unbekannter Spieler hinter den damaligen Stars Lefter Küçükandonyadis und Garbis İstanbulluoğlu überraschend Dritter. Durch diese Erfolge wurde er vom Nationaltrainer Puppo in den Kader der Türkei für die Fußball-Weltmeisterschaft 1954 nominiert, kam aber während des Turniers nicht zum Einsatz.
In der zweiten Spielzeit bei Galatasaray gewann man – zum ersten Mal in dieser erst vier Spielzeiten alten Liga – die Meisterschaft aufgrund der besseren Tordifferenz vor Beşiktaş. Aytaç war mit seinen zehn Ligatoren maßgeblich am Erfolg beteiligt und war hinter Ali Beratlıgil, der 14 Tore erzielte, der zweiterfolgreichste Torschütze seines Vereins. In der darauffolgenden Saison kam mit Metin Oktay ein damals unbekannter junger Stürmer in die Mannschaft, der später zu den wichtigsten Spielern im türkischen Fußball aufsteigen sollte. Mit Metin Oktay, Suat Mamat, İsfendiyar Açıksöz, Ali Beratlıgil und Güngör Okay sollte Aytaç in den nachfolgenden Jahren ein Offensivgespann bilden, das sowohl für Galatasaray als auch für den türkischen Fußball als legendär gelten sollte. Mit Oktay gelang in der Spielzeit 1955/56 die Titelverteidigung. Aytaç war mit sieben Toren hinter Oktay, der mit 19 Toren Torschützenkönig der Liga wurde, zweiterfolgreichster Torschütze. In dieser Saison wurde besonders das effektive Zusammenspiel der fünf Offensivspieler Galatasarays und speziell jenes zwischen Aytaç und Oktay von der Fachpresse hervorgehoben. Aytaç galt als großer Vorlagengeber für Oktay.
In der Saison 1956/57 verfehlte Galatasaray die Titelverteidigung und wurde aufgrund des schlechteren Torverhältnisses Vizemeister hinter dem Erzrivalen Fenerbahçe. Aytaç erlebte eine eher enttäuschende Saison und blieb hinter seinen üblichen Leistungen zurück. Die verpasste Meisterschaft sorgte für Missstimmung zwischen der Vereinsführung und dem bisherigen Erfolgstrainer Gündüz Kılıç. Kılıç, der von den Spielern sehr geschätzt wurde, trennte sich im Streit vom Verein und wurde wenig später durch Musa Sezer ersetzt. Mit jenem Trainer und ab Dezember 1957 mit dem britischen George Dick gewann Galatasaray die Meisterschaft 1957/58. Aytaç zählte zu den überragenden Spielern der Saison. Mit 14 Toren erlebte er seinen Karriererekord und wurde hinter Oktay, der erneut Torschützenkönig wurde, Zweiter in der Torschützenliste der Liga.

#### Karagümrük Istanbul
Im Sommer 1958, nach dem Auslaufen seines Vertrages mit Galatasaray, gab es in den Medien Transfergerüchte um Aytaç. So wurde erwähnt, dass Galatasaray plane, ihn für die Ablösesumme von 22.000 türkischen Lira abzugeben. Darauf angesprochen, teilte Aytaç mit, dass er davon nichts wisse und dass es ihn kränke, davon aus den Medien zu erfahren. Über damals in der Türkei tätige italienische Trainer wie Leandro Remondini sammelten italienische Vereine Informationen über einige türkische Spieler, unter anderem auch über Aytaç. An Aytaç hatten bereits zwei Jahre zuvor italienische Vereine Interesse bekundet. Nun interessierte sich vor allem der AS Rom für ihn. Wenig später gab Galatasaray bekannt, dass man den Vertrag mit Aytaç um zwei Spielzeiten verlängern wolle, falls der Wechsel nach Italien nicht zustande kommen sollte, und Aytaç zeigte sich mit der vorgeschlagenen Summe zufrieden.
Dann verkündete der Aufsteiger Karamgümrük SK, dass man sich mit Aytaç auf einen Wechsel geeinigt habe und dem Spieler für zwei Spielzeiten die damals geradezu astronomische Summe von 57.500 Lira zahlen werde. Um zu verhindern, dass Galatasaray Aytaç noch einmal umstimmen könnte, wurde Aytaç bis zum Ende der Transferzeit an einen unbekannten Ort gebracht. Der Wechsel wurde zu dem zentralen Thema der Sportnachrichten jener Saison. Es handelte sich um die bis dato höchste Transfersumme. Galatasaray erklärte, dass der Transfer nicht rechtens sei und man Aytaç nur für eine bestimmte Ablösesumme ziehen lassen wolle. Wenn keine außergerichtliche Einigung zustande kommen sollte, werde man vor das Sportgericht ziehen. Nachdem es innerhalb von zwei Tagen zu keiner Einigung gekommen war, focht Galatasaray beim Türkischen Fußballverband die Rechtmäßigkeit des Transfers an. Als Hauptargument wurde vorgebracht, dass Aytaç von 1953 bis 1955 parallel zu seiner Tätigkeit für Galatasaray seinen Militärdienst ableistete und deshalb oft dem Mannschaftstraining ferngeblieben war. Daher müsste sich nach Auffassung der Rot-Gelben der zum Sommer 1958 ausgelaufene Vertrag noch um jene Zeit verlängern, die Aytaç beim Militär verbracht hatte. Der für juristische Belange zuständige Galatasaray-Sekretär Necdet Çobanlı verkündete am 12. Juli 1958, dass Galatasaray nach Überprüfung der Rechtslage den Vertrag mit Aytaç einseitig um ein Jahr bis Sommer 1959 verlängert habe. Der Sekretär von Karamgümrük, Fahri Somer, argumentierte gegenüber dem Untersuchungskomitee des Fußballverbandes, dass Galatasaray mit Aytaç einen Zweijahresvertrag von 1953 bis 1955 unterschrieben hätte, also genau für die Zeit des Militärdienstes, und dass nach dem Ende dieses Vertrags jener angesprochene Sachverhalt bereits geklärt worden sei. Der Fußballverband wies die Argumentation Galatasarays zurück und verkündete Ende Juli 1958, dass der Transfer zu Karagümrük rechtens sei. Somit konnte Karagümrük bei der Saisoneröffnung am 30. Juli 1958 Aytaç als Neuzugang vorstellen. Der Abgang des wichtigsten Vorlagengebers für den Stürmer Metin Oktay wurde von der Fachpresse als großer Verlust für Galatasaray gewertet und ging als einer der spektakulärsten Transfers in die Geschichte des türkischen Fußballs ein.
Bei Karamgümrük wurde Aytaç sofort die Kapitänsbinde übergeben und er avancierte schnell zum Star der Mannschaft. Karamgümrük besaß noch weitere Nationalspieler wie Fahrettin Cansever, Tarık Kutver und Aydın Yelken. Dank dieser gut aufgestellten Truppe gelang es dem Aufsteiger, sich im oberen Tabellendrittel festzusetzen und lange Zeit um die Meisterschaft mitzuspielen. Nach einem guten Saisonstart fiel Aytaç im Oktober 1958 verletzungsbedingt für etwa zehn Tage aus. Zur Ligabegegnung gegen Beşiktaş Istanbul kehrte er wieder in den Mannschaftskader zurück. Das Spiel entschied Karagümrük durch eine Glanzleistung von Aytaç, der das 1:0 erzielte und auch am zweiten Treffer beteiligt war, mit 2:0 für sich und übernahm die Tabellenspitze. So war der Verein nach 8 Spieltagen, vor dem Heimspiel gegen Galatasaray, an die Tabellenspitze aufgestiegen. Das Spitzenspiel gegen Galatasaray bezeichnete Aytaç vor dem Spiel in einer Zeitungskolumne als bisher wichtigstes Spiel seiner Karriere. Galatasaray gewann mit 3:2, wobei Aytaç mehrere gute Torchancen ausließ. Er war von Ahmet Karlıklı und Suat Mamat gedeckt worden und hatte so kaum seine sonstige Leistung abrufen können. Nach der Begegnung wurden im Fanblock Karamgümrüks Vorwürfe laut, Aytaç habe die Torchancen gegen seine frühere Mannschaft absichtlich vergeben. Aytaç stellte sich den Anführern der Fans, allen voran Gardrop Fuat, die diese Gerüchte verbreiteten, und diskutierte das Thema mit ihnen aus. Das Rückspiel gegen Galatasaray verlor man mit 0:4. Auch in dieser Partie blieb Aytaç weit hinter den Erwartungen, und Galatasaray wurde in dieser Saison die einzige Mannschaft, gegen die Karagümrük kein Punktegewinn gelang.
Ab Frühjahr 1959 nahm Aytaç mit Karamgümrük an der neugegründeten und landesweit ausgelegten Millî Lig (der heutigen Süper Lig) teil. Bis zu diesem Zeitpunkt hatte in der Türkei keine nationale Liga existiert, sondern nur regionale Ligen in den größeren Ballungszentren, von welchen İstanbul Profesyonel Ligi (dt.: Istanbuler Profiliga) die renommierteste gewesen war. Die erste Spielzeit der Millî Lig wurde von Februar 1959 bis Juni 1959 ausgespielt und endete mit einem Sieg von Fenerbahçe Istanbul. Karagümrük belegte weit abgeschlagen einen mittleren Tabellenplatz. Aytaç blieb hinter den Erwartungen zurück. In der zweiten Spielzeit belegte Karagümrük den achten Tabellenplatz, wobei Aytaç eine erfolgreiche Saison spielte. Mit 13 Toren in 32 Ligaspielen war er der erfolgreichste Torjäger seines Teams. Aytaç gab bekannt, mit Erlaubnis der Vereinsführung Karagümrüks den Verein verlassen zu wollen. Sein Exverein Galatasaray zeigte Interesse, jedoch scheiterte ein Wechsel an der zu hohen Ablösesumme. Zum Sommer 1960 lief sein Vertrag mit Karagümrük aus, wodurch Aytaç die Möglichkeit zu einem Wechsel hatte. Gegen Saisonende wurde er mit mehreren Mannschaften in Verbindung gebracht. Karagümrük signalisierte zum Saisonende, Aytaç nur gegen eine hohe Ablösesumme abgeben zu wollen, woran ein Wechsel in die griechische Liga zu AEK Athen scheiterte. Mitte Juni 1960 einigte sich Fenerbahçe mit Spieler und Vereinsführung und unterschrieb mit Aytaç einen Vorvertrag. Für zwei Spielzeiten sollte Aytaç 40.000 Lira erhalten, während Karagümrük im Gegenzug vier Spieler erhalten sollte. Später gab Karagümrük jedoch bekannt, dass man Aytaç nicht abgeben wolle. Vor allem Fahri Somer, der 1958 Aytaç zu Karagümrük geholt hatte, lehnte einen Transfer ab. Nachdem in der Vereinsführung mehrere Stimmen für einen Verkauf Aytaçs plädiert hatten, trat Somer von seinem Amt zurück. Der Verein erklärte seine Bereitschaft, Aytaç für eine Ablösesumme von 60.000 Lira abzugeben.

#### Fenerbahçe Istanbul
Nach nahezu zwei Monate dauernden Verhandlungen mit Karagümrük wechselte Aytaç im Juli 1960 zu Fenerbahçe, das ihm 60.000 Lira Gehalt zahlte. Die Gesamtkosten für den Transfer beliefen sich auf 96.000 Lira. Bei Fenerbahçe spielte er mit Stars wie Lefter Küçükandonyadis, Hilmi Kiremitçi, Can Bartu, Basri Dirimlili, Naci Erdem und İsmail Kurt und gewann die Meisterschaft der höchsten türkischen Spielklasse. Aytaç trug mit sechs Toren in 30 Spielen zu diesem Erfolg bei.
Die zweite Spielzeit verlief für Aytaç durchwachsen. Er absolvierte nur 23 von 38 Ligabegegnungen und traf dabei vier Mal. Gegen Saisonende saß er auf der Ersatzbank. Die Meisterschaft der Saison 1961/62 gewann Galatasaray Istanbul. Hier hatte zu Saisonbeginn Gündüz Kılıç, der früher zu Aytaçs Förderern gehört hatte, erneut das Traineramt übernommen. Bei Fenerbahçe wurden Änderungen im Mannschaftskader beschlossen. Da Aytaç zum Saisonende Spielverweigerung vorgeworfen wurde, zählte er zu den ersten Spielern, die verkauft werden sollten. Über seine Zeit bei Fenerbahçe sagte er Jahre später, es sei eine sehr angespannte und problematische Zeit für ihn gewesen sei.

#### Galatasaray Istanbul
Nachdem Fenerbahçe offiziell verkündet hatte, Aytaç gegen eine festgeschriebene Ablösesumme abgeben zu wollen, signalisierten sein alter Verein Karagümrük SK, Beşiktaş Istanbul und der Erstligist Yeşildirek SK Interesse. Letzterer Verein setzte sich mittels seines Trainers Cihat Arman mit Aytaç in Verbindung. Auch die Vereinsführung von Galatasaray begann sich um eine Verpflichtung von Aytaç zu bemühen und setzte sich mit ihm in Verbindung. Doch der Galatasaray-Trainer Gündüz Kılıç zeigte anfangs eine ablehnende Haltung gegenüber einer Verpflichtung Aytaçs. Daraufhin bemühten sich andere Vereine wie AEK Athen und Izmirspor um Aytaç. Izmirspor verkündete sogar, mit Aytaç eine Einigung erzielt zu haben. Wenige Tage danach gab auch Kılıç nach einem Gespräch mit dem Vereinsvorstand und einem klärenden Gespräch mit Aytaç sein Einverständnis für einen Wechsel seines ehemaligen Spielers. Am 14. Juli 1962 unterschrieb Aytaç zusammen mit dem von Beşiktaş Istanbul geholten Erdoğan Gökçen vor der Presse einen Vertrag mit Galatasaray.
Bereits am Ende der abgelaufenen Saison bahnte sich eine Rückholaktion für den zu US Palermo gewechselten Stürmerstars Metin Oktay an. Nachdem man sich lange Zeit nicht über die Ablösesumme hatte einigen können, überlegte man Oktay gegen Suat Mamat auszutauschen. Nach monatelangen Verhandlungen wurde der Transfer von Oktay Ende Juli 1962 abgewickelt. Damit erhielt Trainer Kılıç wieder einen Teil des legendären Offensivgespanns zurück, das sechs Jahre zuvor zweimal in Folge die Meisterschaft der Istanbuler Profiliga hatte gewinnen können. Die Mannschaft gewann den türkischen Meistertitel in der Spielzeit 1962/63. Zudem gewann sie den neu eingeführten Türkischen Fußballpokal und erreichte damit das erste Double im türkischen Fußball. Darüber hinaus gewann sie zum Sommer 1963 den ebenfalls neu eingeführten TSYD Kupası (dt.: Pokal des Türkischen Sportjournalisten-Vereins) und sammelte damit alle Pokale, die es im türkischen Fußball gab. Aytaç trug mit seinen Vorlagen für Metin Oktay, der mit 38 Treffern ein weiteres Mal Torschützenkönig wurde, und mit seinen selbst erzielten Toren zu diesen Erfolgen erheblich bei. Zudem erreichte man im Europapokal der Landesmeister der Spielzeit 1962/63 das Viertelfinale und schied hier gegen den italienischen Meister AC Mailand aus. Damit erreichte man das bis dato beste Resultat einer türkischen Mannschaft in den europäischen Fußballbewerben.
Zur neuen Saison verließ mit Suat Mamat ein wichtiger Spieler die Mannschaft. In der Saison 1963/64 misslang die Titelverteidigung in der Meisterschaft und man belegte weit abgeschlagen hinter Meister Fenerbahçe den dritten Tabellenplatz. Im Türkischen Fußballpokal gelang die Titelverteidigung. Auch die anschließenden Spielzeiten spielte der Verein in der Meisterschaft keine wesentliche Rolle, gewann aber zwei weitere Male den Türkischen Fußballpokal. In der Mannschaft herrschte eine angespannte Stimmung, an deren Zustandekommen auch Aytaç beteiligt war. So wurde er im Herbst 1965 aus dem Kader suspendiert, weil er mehrfach den Trainer Kılıç kritisiert hatte. Aytaç wurde bis Saisonende in den Mannschaftsplanungen nicht mehr berücksichtigt. Er zeigte sich enttäuscht über die Haltung Kılıçs und erklärte, dass er sich für Kılıç sogar bereit erklärt hatte, nach dem Todestag seines Vaters in einem wichtigen Spiel gegen den Erzrivalen Fenerbahçe aufzulaufen. Zum letzten Spieltag der Spielzeit 1965/66 stellte Kılıç ihn in der Startformation auf und ermöglichte es Aytaç somit, ein letztes Spiel für seinen Verein zu absolvieren. Mit dem Start der Sommertransferperiode 1966 wurde er von Galatasaray auf die Liste der Spieler gesetzt, die abgegeben werden sollten. Die geforderte Ablösesumme belief sich dabei auf 50.000 türkische Lira.

#### Mersin İdman Yurdu
Nachdem Galatasaray ihn zum Verkauf gestellt hatte, wurde er mit vielen Vereinen wie Ankara Demirspor, Bursaspor und Çukurova İdman Yurdu (vor dem Saisonbeginn 1966/67 in Mersin İdman Yurdu umbenannt) in Verbindung gebracht. Bei Mersin İY hatte sich Anfang der 1960er Jahre der örtliche Mäzen der Stadt Mersin, Mehmet Emin Karamehmet, zum Vereinspräsidenten wählen lassen und plante, seinen Verein zu einem der Topvereine des türkischen Fußballs zu formen.
So zahlte er die geforderte Ablösesumme von 50.000 TL an Galatasaray und stach die beiden anderen Interessenten mit seiner Finanzkraft aus. Aytaç wurde als erfahrenster Spieler der Mannschaft auf Anhieb zum Teamkapitän ernannt. Ende Januar 1967 wurde bei Mersin İY der ehemalige Teamkamerad Aytaçs aus dessen Zeit bei Fenerbahçe, Lefter Küçükandonyadis, als neuer Trainer vorgestellt. Zum Saisonende erreichte man mit Mersin İY die Zweitligameisterschaft und damit den ersten Aufstieg in der Vereinsgeschichte in die 1. Lig. Dabei war Aytaç mit seinen neun Toren in 30 Partien einer der Leistungsträger des Erfolges. Als Zweitligameister spielte man im Juni 1967 gegen Izmir Denizgücü um den Premierminister-Pokal und gewann diese Trophäe durch einen 2:0-Sieg. Nach dem erreichten Aufstieg beteiligte sich auch Aytaç am Aufbau der Mannschaft für die kommende Saison. So flog er nach Italien und versuchte Sandro Puppo dazu zu bewegen, bei Mersin İY für die anstehende Saison als Trainer zu arbeiten.
In die neue Saison startete man mit dem Trainer Cihat Arman und belegte in der ersten Erstligasaison den 10. Tabellenplatz. Aytaç bereitete sich bereits während der Saison 1967/68 parallel zu seiner Spielertätigkeit auf eine Trainerkarriere vor und nahm Sprach- und Trainingskurse. Vor der Saison 1968/69 absolvierte Aytaç dann zusammen mit Turgay Şeren, seinem neuen Cheftrainer und alten Teamkollegen aus seiner Zeit bei Galatasaray, und mit anderen ehemaligen Stars wie Suat Mamat einen Trainerkurs und erhielt die Trainerlizenz. Aytaç spielte noch in der Saison 1968/69 und gab bekannt, zum Sommer 1969 seine aktive Fußballerlaufbahn beenden zu wollen. In seiner letzten Saison fungierte er neben seiner Spielertätigkeit inoffiziell auch als Co-Trainer und assistierte dabei Şeren. Aytaç beendete seine Fußballspielerkarriere offiziell mit einem zum 8. Juni 1969 angesetzten Abschiedsspiel, zu dem neben der gesamten Mannschaft von Galatasaray Istanbul auch die Stars von Fenerbahçe Istanbul und Beşiktaş Istanbul kamen. So verabschiedete sich Aytaç mit einem imposanten Abschiedsspiel von der Fußballbühne.

### Nationalmannschaft
Sein erstes Länderspiel für die türkische Nationalmannschaft bestritt Aytaç als Zweiundzwanzigjähriger während seiner Zeit bei Galatasaray Istanbul. Neu zu Galatasaray gewechselt, überzeugte er durch gute Leistungen und war einer der auffälligsten Spieler der Liga. Nationaltrainer Sandro Puppo nominierte ihn für die am 11. Dezember 1953 stattfindende Mittelmeerpokalbegegnung gegen die zweite Auswahl der italienischen Nationalmannschaft.
Als nächste Länderspielnominierung wurde er in den Kader der Türkei für die Weltmeisterschaft 1954 berufen. Hier belegte die türkische Nationalmannschaft am Ende der Gruppenphase punktgleich mit der deutschen Auswahl den zweiten Tabellenplatz. Trotz des besseren Torverhältnisses musste nach der damaligen Regelung der Gruppenzweite durch ein Entscheidungsspiel zwischen den beiden Mannschaften ausgetragen werden. Diese Begegnung gewann Deutschland mit 7:2. Aufgrund der damals großen Konkurrenz auf den offensiv ausgerichteten Spielpositionen kam Aytaç während des Turniers zu keinem Spieleinsatz.
Nach der WM 1954 löste Aytaç zusammen mit Spielern wie Metin Oktay in der Nationalmannschaft die Generation ab, die sich für die WM qualifiziert hatte. Mit dieser verjüngten Mannschaft gelang der Türkei zwar keine Qualifikation für ein weiteres großes Turnier, jedoch sorgte man für mehrere Überraschungserfolge gegen die damals stärksten Teams im Weltfußball, unter anderem am 18. Dezember 1955 in Istanbul mit 3:1 gegen Portugal. Aytaç war bei den meisten dieser Erfolge einer der entscheidenden Spieler.
Am 19. Februar 1956 bestritt die türkische Nationalelf vor heimischer Kulisse gegen die ungarische Nationalmannschaft ein Testspiel. Dabei gelang der Türkei gegen die damals als „Goldene Elf“ bezeichnete und aus Spielern wie Ferenc Puskás, Gyula Grosics, József Bozsik, Sándor Kocsis, Nándor Hidegkuti bestehende Mannschaft ein 3:1-Sieg. Aytaç spielte durch und wurde von der Fachpresse als einer der entscheidenden Spieler für diesen Erfolg genannt.
Im selben Jahr absolvierte die Türkei auswärts gegen die tschechoslowakische Nationalmannschaft am 25. November 1956 ein Testspiel. Die tschechoslowakische Mannschaft hatte zu diesem Zeitpunkt durch klare Siege gegen Brasilien und Argentinien für Aufsehen gesorgt und wurde vor der Begegnung als klarer Favorit gehandelt. Die türkische Mannschaft kontrollierte durch die Leistung von Aytaç überraschend die Partie und verpasste mit einem 1:1 nur knapp einen möglichen Sieg.
In einem weiteren Testspiel siegte die türkische Mannschaft am 4. Mai 1958 gegen die niederländische Fußballnationalmannschaft.
Sein letztes Länderspiel bestritt Aytaç am 2. Dezember 1962 während eines EM-1964-Qualifikationsspiels gegen die italienische Nationalmannschaft.

## Trainerkarriere
Aytaç arbeitete bereits in seiner letzten Saison als Spieler auch als Co-Trainer bei Mersin İdman Yurdu. Nach seinem Karriereende begann er hier auch als Manager zu arbeiten. Bereits nach zwei Monaten in diesem Amt gab er seinen Rücktritt bekannt.
Für die Saison 1969/70 übernahm er den Zweitligisten Denizlispor als Cheftrainer und arbeitete damit das erste Mal in dieser Tätigkeit. Trotz Anwerbeversuchen seitens Galatasaray Istanbuls betreute Aytaç den westtürkischen Verein etwa zwei Spielzeiten lang. Mitte April 1970 wurde sein Vertrag in gegenseitigem Einvernehmen mit der Vereinsführung aufgelöst und damit die zweijährige Zusammenarbeit beendet.
Bereits zur nächsten Saison einigte er sich mit dem Erstligisten Boluspor und wurde hier als neuer Cheftrainer vorgestellt. Diesen Verein trainierte er eine Spielzeit lang und trat anschließend von seinem Amt zurück.
In der neuen Saison übernahm Aytaç den Zweitligisten Adana Demirspor und betreute diesen einige Monate, ehe er zur Rückrunde der Spielzeit 1972/73 den Drittligisten Tirespor übernahm. Mit Tirespor führte er über die gesamte Zeit souverän die Tabelle an, erreichte zum Saisonende die Meisterschaft der 3. Lig und stieg in die zweithöchste türkische Spielklasse, in die 2. Lig, auf. In die 2. Lig aufgestiegen, trainierte er eine weitere Saison Tirespor. Mit dieser Provinzmannschaft spielte er die gesamte Spielzeit um den Aufstieg und verpasste diesen mit nur zwei Punkten Unterschied auf den Meister Zonguldakspor auf dem 3. Tabellenplatz.
Nachdem Aytaç sich zum Sommer 1974 von Tirespor getrennt hatte, übernahm er zur Saison 1974/75 das Traineramt beim Zweitligisten Orduspor. Diese Mannschaft führte er souverän zur Meisterschaft der 2. Lig und damit zum ersten Aufstieg in der Vereinsgeschichte. Als Meister der 2. Lig betreute Aytaç nach Saisonende im Pokal des Jugend- und Sportministeriums die Mannschaft und gewann diesen Pokal.
Trotz des mit Orduspor errungenen Erfolges wurde von der Fachpresse verkündet, dass Aytaç den Aufsteiger verlassen und seinen alten, mittlerweile wieder in der 2. Lig spielenden Verein Mersin İdman Yurdu übernehmen werde. Wenige Tage nach dieser Nachricht wurde der Abschied von Aytaç bestätigt. Seinen Abschied von Orduspor begründete Aytaç damit, dass er als Trainer immer eine Meisterschaft gewinnen will und dass dies mit Orduspor in der 1. Lig unwahrscheinlicher sei als mit Mersin İY in der 2. Lig. Sein Amt bei Orduspor übernahm Bülent Eken. Vor dem Saisonbeginn 1975/76 wurde Aytaç von seinem alten Verein Galatasaray Istanbul der Cheftrainerposten angeboten. Da Aytaç zwecks Trainerweiterbildung in England bei Arsenal London unter Bertie Mee hospitierte und auch bereits bei Mersin İY vertraglich gebunden war, kam dieser Wechsel nicht zustande. Bei Mersin İY erstellte er sich über die Saison eine schlagkräftige Mannschaft, die besonders in der Rückrunde um die Tabellenführung zu spielen begann. Bei einer für die Meisterschaft entscheidenden Begegnung vom 9. Mai 1976 auswärts gegen MKE Kırıkkalespor führte Aytaçs Team 0:1. Nach diesem Treffer kam es zu massiven Fanausschreitungen, bei denen neben der Polizei auch das Militär einsetzt werden musste. Aytaç, seine Frau Akgül und seine Tochter Gündör konnten nur unter Polizeieinsatz sicher aus dem Stadium gebracht werden. Nachdem diese abgebrochene Begegnung vom türkischen Fußballverband mit 3:0 zugunsten von Mersin İY gewertet worden war, erhielt Aytaçs Mannschaft die Möglichkeit, durch einen Sieg am vorletzten Spieltag die Meisterschaft vorzeitig für sich zu entscheiden. In dieser Partie setzte man sich zuhause mit 5:2 gegen Antalyaspor durch und entschied so die Meisterschaft vorzeitig für sich. Damit erreichte Aytaç das zweite Mal in Folge die Zweitligameisterschaft, stellte damit ein Novum im türkischen Fußball dar und erhielt von der Fachpresse große Anerkennung. Mit Mersin İY in die 1. Lig aufgestiegen, zögerte Aytaç sowohl damit seinen Vertrag zu verlängern als auch den Verein zu verlassen. Entsprechend seinem Vorsatz, unabhängig von der Ligazugehörigkeit immer eine Mannschaft trainieren zu wollen, die eine reale Chance auf die Meisterschaft hat, forderte er vom finanzkräftigen Vereinsvorstand bei Mersin İY in die Mannschaft zu investieren und machte seine Vertragsverlängerung von der Erfüllung dieser Forderung abhängig. Die Vereinsführung lehnte seine Forderungen jedoch ab und erklärte, unter diesen Umständen mit einem anderen Trainer weiter arbeiten zu wollen. Später einigten beide Seiten sich auf einen Kompromiss, sodass Aytaç weiterhin Trainer blieb. Zur neuen Saison startete Aytaç mit seinem Team enttäuschend und holte aus den ersten sechs Spielen drei Punkte. Bis zur Winterpause verbesserte man sich, sodass Aytaç von der Fachpresse als einer der besten fünf Trainer gelobt wurde. In der Rückrunde zeigte seine Mannschaft eine weitere Steigerung und beendete die Saison auf dem 7. Tabellenplatz. Aytaç erhielt daraufhin von mehreren größeren Vereinen Angebote für den Cheftrainerposten, er zog es aber vor, bei Mersin İY zu bleiben und weiter an seiner Mannschaft zu arbeiten. Mit Saisonende legte Aytaç der Vereinsführung eine Transferliste seiner Wunschspieler vor. In die Spielzeit 1977/78 startete Aytaç mit einem 0:0 vor heimischer Kulisse gegen den amtierenden Meister Trabzonspor.
Am zweiten Spieltag verlor man unglücklich mit 2:5 auswärts gegen Fenerbahçe Istanbul. Obwohl man die nächsten zwei Spiele souverän gewann, herrschte im Verein eine Missstimmung zwischen Aytaç und der Vereinsführung. So kritisierte die Vereinsführung Aytaç, dieser wiederum fühlte seine Leistungen nicht geschätzt. Nachdem diese Anspannung sich während der nächsten Spieltage zugespitzt hatte, trat Aytaç von seinem Amt zurück und wenige Tage nach seinem Rücktritt beim Zweitligisten Rizespor an. Die Verantwortlichen von Mersin İY akzeptierten diese Kündigung nicht und gingen vor Gericht, da sie behaupteten, Aytaçs Lohn für die gesamte Saison bereits im Voraus bezahlt zu haben. Auf diese Entwicklungen hin untersuchte die türkische Fußballtrainervereinigung den Fall, sah Aytaç im Unrecht und annullierte dessen Mitgliedschaft für ein Jahr. Aytaç begann währenddessen bei Rizespor mit seiner Arbeit und formte ein schlagkräftiges Team, das über die gesamte Saison mit Göztepe Izmir um die Tabellenführung kämpfte. So übernahm man gegen Saisonende zwischenzeitlich die Tabellenführung. Am nächsten Spieltag nach der Übernahme der Tabellenführung erzielte man auswärts gegen den weiteren Titelaspiranten Ankara Şekerspor ein 0:0-Unentschieden und übergab damit trotz Punktgleichheit, aber des schlechteren Torverhältnisses wegen die Tabellenführung wieder an Göztepe. Obwohl man die drei letzten Spiele souverän gewann, beendete man die Liga punktgleich mit Göztepe als Vizemeister und verpasste so den Aufstieg in die 1. Lig. Bei Göztepe bildeten Doğan Küçükduru auf der Position des Linksaußen, İrfan Ertürk (Rechtsaußen) und Sadullah Acele (Mittelstürmer) ein sehr erfolgreiches Sturmtrio. Unterstützt wurden sie vom Spielmacher Ali Çağlar. Die Mannschaft stellt mit 67 Ligatoren einen neuen Ligarekord als die Mannschaft auf, die in einer Spielzeit die meisten Tore erzielte. Die meisten dieser Treffer erzielte dabei das erwähnte Viergespann. Ali Çağlar wurde gar mit 17 Toren zusammen mit Raşit Çetiner von Kocaelispor Torschützenkönig der Liga. Unter diesen außergewöhnlichen Umständen beendete Aytaçs Team die Saison unglücklich als Tabellenzweiter.
Währenddessen leitete der türkische Fußballverband aufgrund Aytaçs Vertragsbruch bei Mersin İdman Yurdu im Juli 1978 gegen ihn ein Disziplinarverfahren ein. Aytaç einigte sich für die Saison 1978/79 mit dem Erstligisten Samsunspor auf eine Zusammenarbeit als Sportlicher Direktor. In dieser Tätigkeit arbeitete Aytaç bis zur Winterpause und wechselte zur Rückrunde in der Funktion des Cheftrainers zum Zweitligisten MKE Ankaragücü. Hier formte er wieder aus einer mittelmäßigen Mannschaft eine schlagkräftige Truppe, beendete die Saison direkt hinter seinem alten Verein Rizespor auf dem 2. Tabellenplatz und verpasste so den direkten Aufstieg in die 1. Lig. Mit der Vizemeisterschaft erhielt man für die Saison 1978/79 die Möglichkeit, in einer Play-off-Begegnung gegen den zweiten Vizemeister den dritten und letzten Aufsteiger zu bestimmen. Diese Begegnung gegen den zweiten Vizemeister Kayserispor verlor man dann deutlich mit 0:3 und verpasste auch in dieser Instanz den Aufstieg.
Für die Saison 1979/80 wurde erst bekannt gegeben, dass er seinen Vertrag mit Ankaragücü verlängere. Später kam eine Vertragsverlängerung doch nicht zustande. Stattdessen übernahm Aytaç den Erstligisten Göztepe Izmir. Neben solchen Achtungserfolgen wie dem 3:1-Auswärtssieg gegen Galatasaray Istanbul zum Saisonauftakt erlebte man auch unnötige Punktverluste wie die 1:3-Heimniederlage gegen Gaziantepspor. Nachdem man durch die 2:3-Niederlage vom 21. Spieltag gegen den direkten Abstiegskonkurrenten Kayserispor auf den letzten Nichtabstiegsplatz gerutscht war, trat Aytaç von seinem Amt zurück. Göztepe stellte daraufhin seine Spielerlegende Nevzat Güzelırmak als Cheftrainer ein. Unter diesem Trainer rutschte Göztepe auf die Abstiegsplätze und verpasste zum Saisonende den Klassenerhalt.
Aytaç trainierte in der Spielzeit 1980/81 den Zweitligisten Aydınspor. Nachdem man mehrere Monate sein Gehalt nicht mehr ausgezahlt hatte, trat er aber von diesem Amt zurück. Für die Spielzeit 1981/82 übernahm Aytaç den Zweitligisten Kayserispor. Mit diesem Verein wurde er zum Saisonende Vizemeister der 2. Lig und verpasste mit zwei Punkten Differenz, aber einem deutlich besseren Torverhältnis gegenüber dem Meister Mersin İdman Yurdu den Aufstieg in die 1. Lig.
Zur neuen Spielzeit wechselte Aytaç erneut seinen Arbeitgeber und heuerte beim Zweitligisten Gençlerbirliği Ankara an. Mit diesem Verein übernahm er gleich zu Saisonbeginn den 1. Tabellenplatz und behielt diesen souverän bis zum Saisonende. So wurde man mehrere Wochen vor Saisonende Zweitligameister und stieg damit nach vierzehnjähriger Erstligaabstinenz wieder in die höchste türkische Spielklasse auf.
Trotz der souverän erreichten Zweitligameisterschaft und des Aufstiegs setzte Aytaç seine Tätigkeit bei Gençlerbirliği nicht fort und wechselte zur neuen Saison zum Zweitligisten İskenderunspor. Von seinem neuen Verein trennte sich Aytaç bereits zu Saisonbeginn wieder und übernahm stattdessen den Ligakonkurrenten Karşıyaka SK. Auch mit Karşıyaka machte er schnell von sich reden. In der Liga lieferte man sich mit Eskişehirspor ein Kopf-An-Kopf-Rennen um die Meisterschaft der 2. Lig. Zudem sorgte man als Zweitligamannschaft im Türkischen Fußballpokal für Aufsehen. So setzte man sich gegen Erstligavereine wie Gençlerbirliği Ankara und Galatasaray Istanbul durch und traf im Halbfinale auf den damals den türkischen Fußball dominierenden Verein Trabzonspor. Die erste Partie verlor man auswärts in einem hart umkämpften Spiel unglücklich mit 0:1. Im Rückspiel erreichte man ein 0:0 unentschieden und schied so knapp gegen den späteren türkischen Double-Gewinner der Saison aus. In der Liga verpasste der Klub erst am letzten Spieltag die Zweitligameisterschaft und infolgedessen den Aufstieg und wurde mit einem Punkt hinter dem Meister Eskişehirspor Tabellenzweiter. Nach dieser erfolgreichen, aber im Endspurt unglücklichen Saison einigte sich Aytaç mit der Vereinsführung auf eine Fortsetzung des Arbeitsverhältnisses. Auch in der neuen Saison zeigte man im Türkischen Fußballpokal überraschende Leistungen, schaltete die Erstligisten Bursaspor und Kocaelispor aus und traf im Viertelfinale auf Beşiktaş Istanbul. Hier verlor man das erste Spiel vor heimischer Kulisse mit 0:2 und erkämpfte sich im Rückspiel auswärts einen 1:1-Achtungserfolg. In der Liga erreichte man diesmal hinter Samsunspor erneut nur die Vizemeisterschaft und verpasste zum zweiten Mal in Folge den Aufstieg in die 1. Lig.
Nach zwei Jahren verließ er Karşıyaka SK zum Sommer 1985 und blieb etwa bis zur Mitte der Hinrunde der Spielzeit 1985/86 ohne Tätigkeit. Anschließend übernahm er den Zweitligisten Konyaspor. Diesen Verein betreute er bis zum Saisonende und verließ ihn, nachdem man den Aufstieg verpasste.
Für die Spielzeit 1986/87 übernahm er seinen früheren Verein, den Zweitligisten Orduspor. Mit Orduspor erlebte Aytaç eine eher enttäuschende Saison und beendete die Tabelle auf dem 8. Platz. Nachdem Aytaç die Hinrunde der Saison 1987/88 ohne Tätigkeit verbracht hatte, übernahm er zur Rückrunde seinen alten Verein, den Erstligisten Gençlerbirliği Ankara, der sich auf einem Abstiegsplatz befand. Nachdem mit Aytaç die erhoffte Besserung nicht eingetreten war und Gençlerbirliği sich immer noch auf einem Abstiegsplatz befunden hatte, wurde Aytaç Anfang März von seinem Amt entbunden.
Nach diesem Rücktritt blieb Aytaç bis zum April 1990 dem Trainergeschäft fern und übernahm am 28. Spieltag seinen abstiegsbedrohten früheren Verein, den Erstligisten Karşıyaka SK. Mit fünf Siegen und einem Unentschieden in den verbleibenden sieben Spielen belegte er mit seiner Mannschaft den 8. Tabellenplatz.
Trotz des sicheren Klassenerhalts mit Karşıyaka verließ Aytaç den Verein und übernahm zum dritten Mal den Zweitligisten Mersin İdman Yurdu. Mit dieser Mannschaft formierte er schnell ein konkurrenzfähiges Team und lieferte sich über die gesamte Saison mit Adana Demirspor ein Kopf-an-Kopf-Rennen. Erst am vorvorletzten Spieltag kam es während der Ligabegegnungen dieser beiden Teams zur Entscheidung. Vor dieser Partie befand sich Adana Demirspor durch das bessere Torverhältnis auf dem ersten Platz. In einem hart umkämpften Spiel gewann Adana Demirspor mit 3:2 und baute seine Tabellenführung mit zwei Punkten aus. Mersin İY holte mit seinem Team in den zwei verbliebenen Spielen nur einen Punkt und beendete die Saison auf dem 3. Tabellenplatz. Mit Saisonende verließ Aytaç Mersin.
Im Frühjahr 1992 begann Aytaç den Erstligaabsteiger Zeytinburnuspor zu trainieren und erreichte mit diesem zum Saisonende die Vizemeisterschaft.
Für die Spielzeit 1992/93 übernahm er ein weiteres Mal Mersin İdman Yurdu. Mit diesem Verein spielte er über die gesamte Saison um den Aufstieg, verlor mit seinem Team gegen Saisonende den Anschluss an die Aufstiegsplätze und verpasste so den Aufstieg zum Saisonende.
Nachdem Aytaç die Spielzeit 1993/94 über ohne Beschäftigung geblieben war, übernahm er zur Spielzeit 1994/95 den Zweitligisten İstanbulspor. Bei diesem Verein hatte sich Anfang der 90er Jahre der Geschäftsmann Cem Uzan als Mäzen in den Verein eingekauft und sich zum Vereinspräsidenten wählen lassen. Durch den Zukauf von gestandenen Erstligaprofis stieg man in der Spielzeit 1991/92 nach neun Jahren wieder in die 2. Lig auf. Nach dem Aufstieg in die 2. Lig investierte Uzan umso mehr in die Mannschaft, konnte aber zwei Spielzeiten lang nichts erreichen. Zur Spielzeit 1994/95 wurde mit Aytaç der erfolgreichste Trainer der Zweitligageschichte eingestellt. Zudem wurden in den letzten Jahren mit Altan Aksoy, Fuat Buruk und Hamdi Demirtaş damals aktuelle Stars verpflichtet. Aytaç formte schnell eine konkurrenzfähige Truppe, mit der man sich sofort im oberen Tabellendrittel festsetzte und sich nahezu durchgängig auf einem Aufstiegsplatz befand. Die Saison beendete man hinter Karşıyaka SK als Vizemeister und stieg nach 24-jähriger Abstinenz wieder in die 1. Lig auf. Mit diesem Aufstieg gelang Aytaç der vierte Aufstieg in die 1. Lig, womit er in dieser Hinsicht Rekordträger im türkischen Fußball wurde. Nach diesem Erfolg verließ Aytaç Istanbulspor und wurde durch den bekannten niederländischen Trainer Leo Beenhakker ersetzt.
Aytaç blieb das nächste halbe Jahr ohne Tätigkeit, ehe er zur Rückrunde den Istanbuler Zweitligisten Kartalspor übernahm. Auch diesen Verein führte er auf Anhieb auf die Erfolgsspur. So beendete man die Abstiegsrunde der Spielzeit 1996/97 als Tabellenführer und sicherte sich die Möglichkeit, über die Play-offs der Spielzeit den Aufstieg in die 1. Lig zu erreichen. In der Play-off-Phase schaltete man in der Viertelfinalrunde mit einem 2:0-Sieg Mersin İdman Yurdu aus. Im Halbfinale traf man auf Adanaspor. Dieses Spiel verlor man im Elfmeterschießen mit 7:8. Für Kartalspor war dieses Erreichen der bis dato größte Erfolg der Vereinsgeschichte. Mit Saisonende verließ Aytaç diesen Verein.
Im März übernahm Aytaç den stark abstiegsbedrohten Istanbuler Zweitligisten Nişantaşıspor, verpasste aber zum Saisonende den Klassenerhalt. Da im Jahr 1998 bei Aytaç die Alzheimer-Krankheit diagnostiziert wurde, beendete er seine Trainerlaufbahn.

## Tod
Nachdem 1998 bei Aytaç die Alzheimer-Krankheit diagnostiziert worden war, zog er sich gänzlich vom Fußballgeschäft zurück. Er lebte noch fünf Jahre mit dieser Krankheit und verstarb am 28. März 2003 an ihren Folgen. Zwei Tage nach seinem Tod wurde er nach dem Beerdigungsgebet in der Şişli-Moschee auf dem Feriköy-Friedhof beigesetzt. Er hinterließ seine Frau Akgül und seine Tochter Güngör.

## Erfolge

### Als Spieler
- Mit Beyoğluspor
  - İstanbul İkinci Küme: 1951/52
  - Aufstieg in die İstanbul Profesyonel Ligi: 1951/52
- Mit Galatasaray Istanbul
  - İstanbul Profesyonel Ligi (2): 1954/55, 1955/56
  - Türkischer Meister (1): 1962/63
  - Türkischer Pokalsieger (4): 1962/63, 1963/64, 1964/65, 1965/66
  - TSYD Kupası (1): 1963/64
  - Viertelfinalist im Europapokal der Landesmeister (1): 1962/63
- Mit Fenerbahçe Istanbul
  - Türkischer Meister (1): 1960/61
- Mit Mersin İdman Yurdu
  - TFF 1. Lig (1): 1966/67
  - Aufstieg in die Süper Lig: 1966/67
- Mit der Türkischen Nationalmannschaft
  - Teilnahme an der Weltmeisterschaft: 1954

### Als Trainer
- Mit Tirespor
  - TFF 2. Lig (1): 1972/73
  - Aufstieg in die TFF 1. Lig: 1972/73
- Mit Orduspor
  - TFF 1. Lig (1): 1974/75
  - Aufstieg in die Süper Lig: 1974/75
  - Pokal des Jugend- und Sportministeriums (1): 1974/75
- Mit Mersin İdman Yurdu
  - TFF 1. Lig (1): 1975/76
  - Aufstieg in die Süper Lig: 1975/76
- Mit Rizespor
  - Vizemeister der TFF 1. Lig (1): 1977/78
- Mit MKE Ankaragücü
  - Vizemeister der TFF 1. Lig (1): 1978/79
- Mit Kayserispor
  - Vizemeister der TFF 1. Lig (1): 1981/82
- Mit Gençlerbirliği Ankara
  - TFF 1. Lig (1): 1982/83
  - Aufstieg in die Süper Lig: 1982/83
- Mit Karşıyaka SK
  - Vizemeister der TFF 1. Lig (2): 1983/84, 1984/85
  - Halbfinalist im Türkischen Fußballpokal (1): 1983/84
  - Viertelfinalist im Türkischen Fußballpokal (1): 1984/85
- Mit Zeytinburnuspor
  - Vizemeister der TFF 1. Lig (1): 1991/92
- Mit Istanbulspor
  - Vizemeister der TFF 1. Lig (1): 1994/95
  - Aufstieg in die Süper Lig: 1994/95
- Persönlich
  - Mit drei Zweitligameisterschaften ist Kadri Aytaç zusammen mit Ali Hoşfikirer der Trainer mit den meisten Zweitligameisterschaften.
  - Mit vier Aufstiegen in die Süper Lig ist Aytaç der Trainer mit den meisten Aufstiegen in die höchste türkische Spielklasse.

## Auszeichnungen
- Vom Türkischen Sportjournalisten-Verein wurde Aytaç in die beste Elf der letzten 25 Jahre im türkischen Fußball gewählt.[152]

## Trivia
- Aytaç trat am 25. Februar 1959 während der Partie vom 2. Spieltag der 1. Saison der Süper Lig, mit damaligem Namen Millî Lig, den ersten Elfmeter der türkischen Erstligageschichte. Damals bei Karagümrük SK tätig, konnte der Torhüter der Gegenmannschaft, Baskın Soysal, den Schuss halten. Damit wurde Aytaç auch zum ersten Spieler der Erstligageschichte, der einen Elfmeter verschoss.[153][154] Den ersten verwandelten Elfmeter der Erstligageschichte erzielte Lefter Küçükandonyadis am 15. März 1959 am 4. Spieltag gegen Beykozspor.[155]
- Aytaçs Militärdienst dauerte fünf Jahre lang. Ausschlaggebend für diese lange Dauer waren seine Tätigkeiten für die türkische Militärnationalmannschaft. Weil die Verantwortlichen auf Aytaç nicht verzichten wollten, verlängerten sie immer wieder seinen Militärdienst.[4]
- Nach seinem offiziellen Abschied vom aktiven Fußball ließ er sich bei manchen Gelegenheiten bzw. bei Bedarf in den Teams, die er betreut hatte, einwechseln. Bei diesen Spielen zeigte er mit seinem ergrauten Haupt gute Leistungen und erstaunte die Fachpresse und das Publikum immer wieder durch seine Fitness. Diese Einsätze Aytaçs fanden in der Fachpresse wiederholt Erwähnung.[156][157]